# 巴斯蒂利亚
巴斯蒂利亚（義大利語：Bastiglia）是意大利艾米利亚-罗马涅大区摩德纳省的一个镇。